# Grafling
Grafling – miejscowość i gmina w Niemczech, w kraju związkowym Bawaria, w rejencji Dolna Bawaria, w regionie Donau-Wald, w powiecie Deggendorf. Leży około 5 km na północ od Deggendorfu, w Lesie Bawarskim, przy drodze B11 i linii kolejowej Ratyzbona – Klatovy.

## Dzielnice
W skład gminy wchodzą następujące dzielnice: Alberting, Bergern, Grafling, Hirschberg.

## Demografia
| Rok  | Liczba mieszk. |
| ---- | -------------- |
| 1970 | 2 413          |
| 1987 | 2 524          |
| 2000 | 2 844          |
| 2005 | 2 785          |
| 2008 | 2 796          |

### Struktura wiekowa
Dane o ludności z 31 grudnia 2008:
| Opis                                | Ogółem | Ogółem | Kobiety | Kobiety | Mężczyźni | Mężczyźni |
| ----------------------------------- | ------ | ------ | ------- | ------- | --------- | --------- |
| Jednostka                           | osób   | %      | osób    | %       | osób      | %         |
| Populacja                           | 2796   | 100    | 1394    | 49,86   | 1402      | 50,14     |
| Wiek przedprodukcyjny (0–17 lat)    | 529    | 18,92  | 266     | 9,51    | 263       | 9,41      |
| Wiek produkcyjny (18–65 lat)        | 1783   | 63,77  | 855     | 30,58   | 928       | 33,19     |
| Wiek poprodukcyjny (powyżej 65 lat) | 484    | 17,31  | 273     | 9,76    | 211       | 7,55      |

## Polityka
Wójtem od 2002 jest Willibald Zißlsberger (SPD), jego poprzednikiem był Johann Bügler (SPD). Rada gminy składa się z 14 osób.
|      | CSU | SPD | FWG | FWGB | FWGA | JL | Razem |
| 2008 | 4   | 3   | 3   | 2    | 1    | 1  | 14    |
| 2002 | 4   | 2   | 4   | 2    | 2    | -  | 14    |

### Współpraca
Miejscowości partnerskie:
- Pelplin, Polska

## Oświata
W gminie znajduje się przedszkole oraz szkoła podstawowa (5 nauczycieli, 110 uczniów).